# 下諏訪站
下諏訪站（日语：／ Shimo-Suwa eki */?）是東日本旅客鐵道（JR東日本）中央本線的鐵路車站，位於日本長野縣諏訪郡下諏訪町廣瀨町。

## 历史
- 1905年（明治38年）11月25日：開業，為鐵道省的一個車站。
- 1949年（昭和24年）6月1日：成為日本國有鐵道的一個車站。
- 1950年（昭和25年）3月：車站站舍改建。
- 1950年（昭和38年）3月：車站站舍改建。
- 1980年（昭和55年）8月31日：停止辦理貨運業務。
- 1987年（昭和62年）4月1日：國鐵分割民營化，成為東日本旅客鐵道的一個車站。
- 1998年（平成10年）2月：車站站舍改建[1]。
- 2005年（平成17年）11月25日：慶祝車站開業100週年。
- 2005年（平成17年）12月10日：啟用驗票閘門。
- 2009年（平成21年）2月28日：啟用升降機。
- 2014年（平成26年）4月1日：本站被编入東京近郊區間，可以使用Suica。

## 車站結構
側式月台1面1線和島式月台1面2線的地面車站。

### 月台配置
| 月台 | 路線      | 方向 | 目的地         |
| ---- | --------- | ---- | -------------- |
| 1    | ■中央本線 | 上行 | 甲府、新宿方向 |
| 2    | ■中央本線 | 下行 | 鹽尻、松本方向 |
| 3    | ■中央本線 | -    | 預留月台       |

（來源：JR東日本:車站構內圖（页面存档备份，存于））

## 使用情況
根據JR東日本，2019年度（令和元年度）1日平均上車人次為2,006人。
近年的推移如下表。
| 上車人次推移       | 上車人次推移     | 上車人次推移          |
| 年度               | 1日平均 上車人次 | 來源                  |
| ------------------ | ---------------- | --------------------- |
| 2000年（平成12年） | 2,320            | [ 利用客数 2 ]        |
| 2001年（平成13年） | 2,240            | [ 利用客数 3 ]        |
| 2002年（平成14年） | 2,166            | [ 利用客数 4 ]        |
| 2003年（平成15年） | 2,091            | [ 利用客数 5 ]        |
| 2004年（平成16年） | 2,117            | [ 利用客数 6 ]        |
| 2005年（平成17年） | 1,952            | [ 利用客数 7 ]        |
| 2006年（平成18年） | 1,866            | [ 利用客数 8 ]        |
| 2007年（平成19年） | 1,882            | [ 1 ] [ 利用客数 9 ]  |
| 2008年（平成20年） | 1,923            | [ 利用客数 10 ]       |
| 2009年（平成21年） | 1,893            | [ 1 ] [ 利用客数 11 ] |
| 2010年（平成22年） | 2,005            | [ 利用客数 12 ]       |
| 2011年（平成23年） | 1,874            | [ 利用客数 13 ]       |
| 2012年（平成24年） | 1,866            | [ 利用客数 14 ]       |
| 2013年（平成25年） | 1,952            | [ 利用客数 15 ]       |
| 2014年（平成26年） | 1,895            | [ 利用客数 16 ]       |
| 2015年（平成27年） | 1,982            | [ 利用客数 17 ]       |
| 2016年（平成28年） | 2,140            | [ 利用客数 18 ]       |
| 2017年（平成29年） | 2,056            | [ 利用客数 19 ]       |
| 2018年（平成30年） | 2,049            | [ 利用客数 20 ]       |
| 2019年（令和元年） | 2,006            | [ 利用客数 1 ]        |

## 车站周边
- 國道20號
- 諏訪大社下社（春宮、秋宮）
- 長野縣下諏訪向陽高等學校
- 下諏訪町役場
- 下諏訪郵政局
- 下諏訪溫泉
- 中部電力諏訪營業所
- 魁塚
- 永旺集團諏訪店

## 相鄰車站
東日本旅客鐵道
■中央本線
特急梓號列車部分停靠、□快速、■普通
上諏訪－下諏訪－岡谷

### 使用情況
1. 1 2  各駅の乗車人員（2019年度） （页面存档备份，存于） - JR東日本
2. ↑  各駅の乗車人員（2000年度） （页面存档备份，存于） - JR東日本
3. ↑  各駅の乗車人員（2001年度） （页面存档备份，存于） - JR東日本
4. ↑  各駅の乗車人員（2002年度） （页面存档备份，存于） - JR東日本
5. ↑  各駅の乗車人員（2003年度） （页面存档备份，存于） - JR東日本
6. ↑  各駅の乗車人員（2004年度） （页面存档备份，存于） - JR東日本
7. ↑  各駅の乗車人員（2005年度） （页面存档备份，存于） - JR東日本
8. ↑  各駅の乗車人員（2006年度） （页面存档备份，存于） - JR東日本
9. ↑  各駅の乗車人員（2007年度） （页面存档备份，存于） - JR東日本
10. ↑  各駅の乗車人員（2008年度） （页面存档备份，存于） - JR東日本
11. ↑  各駅の乗車人員（2009年度） （页面存档备份，存于） - JR東日本
12. ↑  各駅の乗車人員（2010年度） （页面存档备份，存于） - JR東日本
13. ↑  各駅の乗車人員（2011年度） （页面存档备份，存于） - JR東日本
14. ↑  各駅の乗車人員（2012年度） （页面存档备份，存于） - JR東日本
15. ↑  各駅の乗車人員（2013年度） （页面存档备份，存于） - JR東日本
16. ↑  各駅の乗車人員（2014年度） （页面存档备份，存于） - JR東日本
17. ↑  各駅の乗車人員（2015年度） （页面存档备份，存于） - JR東日本
18. ↑  各駅の乗車人員（2016年度） （页面存档备份，存于） - JR東日本
19. ↑  各駅の乗車人員（2017年度） （页面存档备份，存于） - JR東日本
20. ↑  各駅の乗車人員（2018年度） （页面存档备份，存于） - JR東日本

## 外部連結
- 車站資訊（下諏訪）：東日本旅客鐵道